# Baeza
Baeza je grad u provinciji Jaén španjolske autonomne zajednice Andaluzije. Baeza se nalazi na liticama planinskog vijenca Loma de Baeza, između rijeke Guadalquivir na jugu i njene pritoke Guadalimar na sjeveru. Zajedno sa susjednim gradom Úbedom uživao je naklonost bogatih obitelji koje su izgradile brojne renesansne palače i crkve koje su izvrsno sačuvane. God. 2003. njihova povijesna središta su upisana na UNESCO-ov popis mjesta svjetske baštine u Europi.

## Povijest
Za vrijeme Rimskog Carstva grad se zvao Beatia (latinski: Ljepotica), a tijekom srednjeg vijeka bio je razvijeni maurski grad za koji se vjeruje da je imao oko 50.000 stanovnika. Iz tog vremena sačuvana su gradska vrata Córdoba i Úbeda, te luk Baeza, koji su bili dio maurskih utvrdbenih gradskih zidina.
Tijekom rekonkviste Ferdinand III. Kastiljski ("Sveti") je 1233. godine grad oteo od muslimanskih vladara i jedno vrijeme su u njemu u suživotu živjeli i Muslimani, Židovi i Kršćani. Sukobi lokalnih plemića u 14. i 15. stoljeću su otežavali njegov razvoj, no te sukobe su okončali kršćanski vladari Kastilje koji gradu daju određene privilegije, s obzirom na to da se nalazio na granici muslimanske Granade i kršćanskog kraljevstva Kastilja-La Mancha. Prije svega naselili su stanovništvo iz Leóna i Kastilje, a osnovano je i upravno vijeće "Fuero de Cuenca" od srednjeg plemstva, koje se borilo za dvorsku službu.
Tijekom 16. stoljeća, Baeza i susjedna Úbeda su se razvijale zahvaljujući proizvodnji tkanina, te su lokalni plemići zaposlili slavne arhitekte (kao što je Andrés de Vandelvira) da im u gradu izgrade nove palače, crkve i javne trgove u modernom talijanskom stilu renesanse.
Tijekom 17. stoljeća, zbog gospodarskog pada, grad se prestao razvijati i nisu nicale nove građevine, te je grad ostao primjerom renesansne arhitekture.

## Znamenitosti
U gradu se nalazi mnogo spomenika i građevina od povijesnog i umjetničkog značaja, od kojih su gotovo svi u renesansnom stilu. God. 2003. godine postali su UNESCO-ova svjetska baština, zajedno s povijesnim središtem grada Úbeda.
Najznamenitiji su:
- Gradska vijećnica (Ajuntamiento) se sastoji od dvije građevine u pleterskom stilu spojene lukom.
- Staro sveučilište (Antigua Universidad) je osnovano 1538. godine i danas je ljetna škola pri Sveučilištu u Granadi.
- Gospina katedrala je izgrađena preko maurske džamije 1227. godine i njen najstariji dio je donji dio zvonika s tri islamsa luka. Obnovljena je 1529. godine u gotičkom stilu s tri broda, pilastrima i križnim svodom. Toranj je obnovljen 1549., a kapela sv. Mihovila dodana 1560. godine. Arhitekt Andrés de Vandelvira je završio cijeli kompleks u renesansnom stilu.
- Slavoluk Villalara (Arco de Villalar) je podignut 1521. godine nakon bitke za Villalar.
- Palacio de Jabalquinto ima ulazna vrata okružena s dva kružna pilastra s pleterskim kapitelima, i bogatim dekoracijama između njih, te renesansno dvorište i barokno stubište.
- Romanička crkva sv. Križa (Santa Cruz) ima tri broda, polukružnu apsidu i vizogotski luk na jednom bočnom zidu.
- Trgovi Plaza de España i Paseo de la Constitucíon
- Kapela sv. Franje iz 1538. godine je nedovršena renesansna građevina.
- Gotička crkva sv. Pavla ima renesansni portal, tri broda i gotičke kapele.
- Vrata Ubede imaju samo jedan od izvorna tri luka.
- Fontana Djevice Marije iz 1564. god.
- Fontana lavova je donesena iz rimskog grada Cástulo i vjeruje se da predstavlja Hilmiceu, ženu kartaškog vođe Hanibala.
- Sjemenište sv. Filipa Nerija iz 1660. godine.

- Ulaz u Staro sveučilište
- Crkva sv. Križa (13. st.)
- Kolegij sv. Ignacija
- Gospina katedrala
- Unutrašnjost katedrale
- Pročelje palače Jabalquinto
- Balkon stare gradske vijećnice
- Palača pravde, bivša klaonica iz 16. st.
- Oltar crkve Karmelićanskog samostana Utjelovljenja
- Procesija za Veliki tjedan

## Slavni stanovnici
- Gaspar Becerra, kipar
- Sveti Ivan Avilski, mistik, spisatelj i katolički svetac
- Sveti Ivan od Križa, mistik, spisatelj i katolički svetac
- Antonio Machado, modernistički pjesnik